# Johan Simons

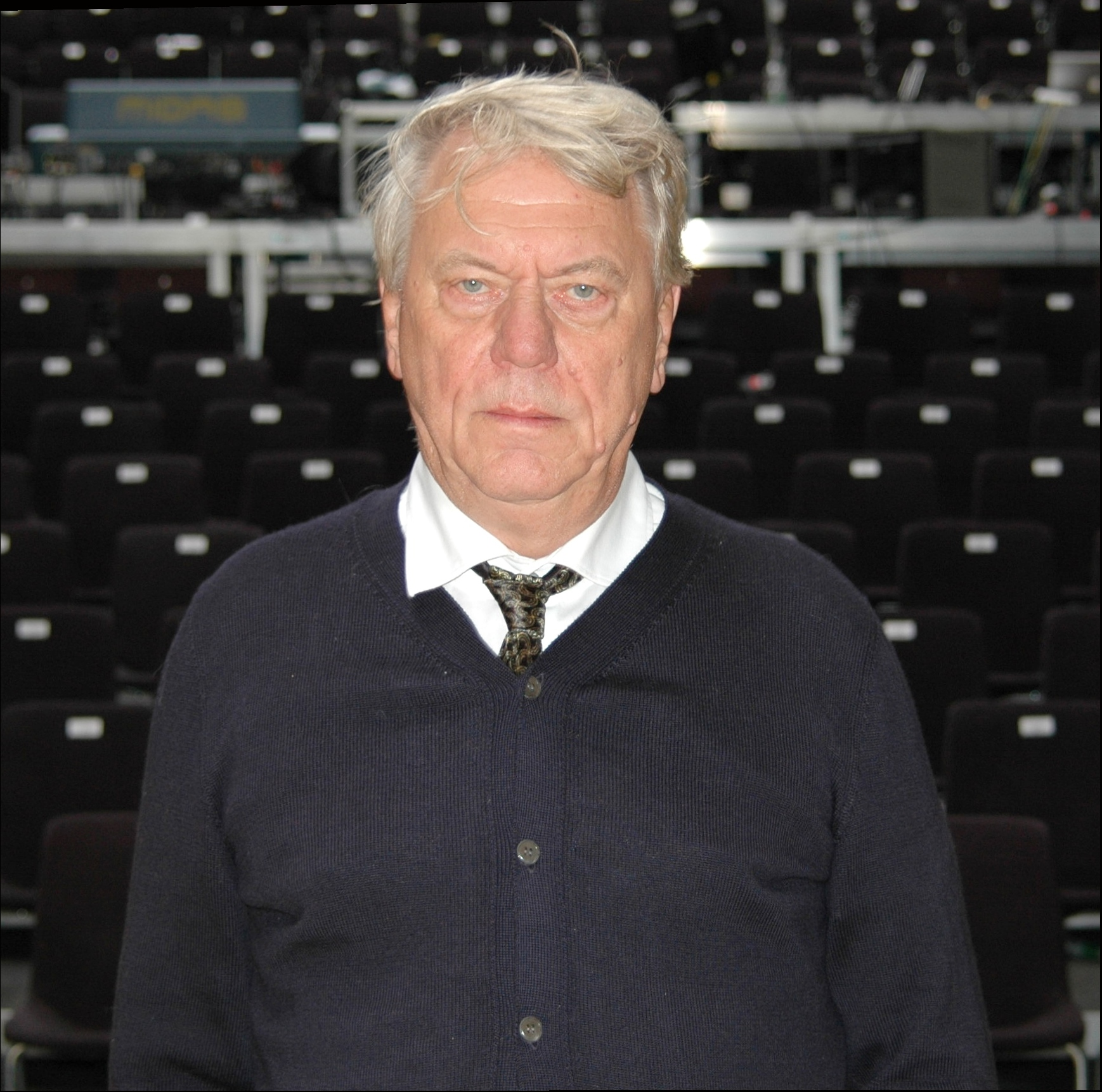
Johan Simons (2017)

Johan Simons (* 1. September 1946 in Heerjansdam, Niederlande) ist ein niederländischer Theater- und Opernregisseur und Intendant. Von 2015 bis 2017 leitet er die Ruhrtriennale. Mit der Spielzeit 2018/2019 ist er Intendant des Schauspielhauses Bochum.

## Leben
Johan Simons wurde 1946 im niederländischen Heerjansdam geboren. Mit sieben Jahren erlebte er die Überschwemmungskatastrophe von 1953; es war eine Erfahrung, die ihn nachhaltig prägte. Simons absolvierte eine Ausbildung zum Tänzer an der Rotterdamer Tanzakademie und eine Schauspielausbildung an der Theaterakademie in Maastricht. Von 1976 bis 1979 war er Schauspieler und Regisseur bei der Haagsche Comedie, wo er seine ersten Aufführungen inszenierte.
Seitdem leitete er verschiedene Theatergruppen und Stadttheater: von 1979 bis 1982 das Schauspielkollektiv Wespetheater, von 1982 bis 1985 das Het Regiotheater, von 1985 bis 2005 die Theatergroep Hollandia (später ZT Hollandia), von 2005 bis 2010 das NTGent, von 2010 bis 2015 die Münchner Kammerspiele, von 2015 bis 2017 die Ruhrtriennale. Darüber hinaus war er 2015 bis 2017 Künstlerischer Leiter des NTGent. Seit 2017 ist Simons am neu gegründeten Theater Rotterdam Berater für europäische Zusammenarbeit. Seit der Spielzeit 2018/19 ist er Intendant des Schauspielhauses Bochum.
Simons wohnt mit seiner Ehefrau, der Schauspielerin Elsie de Brauw, in Varik in Gelderland. Zusammen haben sie zwei Söhne, von denen einer, Warre Simons (geboren 1990), als Komponist und Regisseur arbeitet.

## Niederlande und Belgien
Johan Simons war 1979 einer der Mitbegründer des Wespetheater, eines Schauspielerkollektivs, das im Sommer mit Zelten durch die Provinz Noord-Holland tourte und dort regionale und historische Stücke aufführte, die aus Improvisationen entstanden. Der Spielstil war expressiv und körperlich und von der Commedia dell’arte inspiriert. Als sich das Wespetheater 1982 auflöste, gründete Johan Simons Het Regiotheater und wurde dessen Künstlerischer Leiter. Ziel, Arbeitsweise und Stil entsprachen dem Wespetheater. Die Stücke entstanden jedoch nicht mehr aus Improvisationen, sondern wurden speziell für das Ensemble von erfahrenen Autoren geschrieben. Der Schlagzeuger Paul Koek arbeitete als Musiker an einigen Produktionen mit.
1985 entstand die Theatergroep Hollandia aus einer Fusion von Het Regiotheater mit dem Theaterensemble Acht Oktober, deren Künstlerischer Leiter Simons wurde. Ab 1987 trat Paul Koek als Koregisseur auf, 1993 wurde er zweiter Künstlerischer Leiter. Hollandia produzierte und spielte Vorstellungen weit weg von den großen Theaterstädten, tief in der Provinz, auf dem Land, in leer stehenden Fabrikhallen, Ställen und Kirchen, auf Autoschrottplätzen und unter Brücken. Simons und Koek inszenierten vor allem Bauernstücke von Franz Xaver Kroetz und Herbert Achternbusch, Werke von Pier Paolo Pasolini, Georg Büchner sowie griechische Klassiker von Aischylos und Euripides. Sie entwickelten eine eigene Form von Musiktheater, bei der Text und Musik sich gleichberechtigt begegnen sollten. Simons erfand mit seinen Schauspielern (Jeroen Willems, Bert Luppes, Betty Schuurman, Elsie de Brauw) einen musikalischen Spielstil. Ihre Aufführungen wurden von der niederländischen Theaterkritik mehrfach ausgezeichnet.
2001 schloss sich die Theatergroep Hollandia mit dem Zuidelijk Toneel aus Eindhoven zu ZT Hollandia zusammen. Die Schauspieler Aus Greidanus jr., Sanne van Rijn und Chris Nietvelt schlossen sich dem Ensemble an. Simons' eigene Inszenierungen entstanden fortan häufig in Koproduktion mit Theatern und Festivals in Deutschland. ZT Hollandia wurde mit mehreren Preisen ausgezeichnet. Ein Höhepunkt war der Europäische Preis für Innovation im Theater, den Johan Simons und Paul Koek im Jahr 2000 erhielten. 2005 wurde ZT Hollandia aufgelöst; Paul Koek leitete im Anschluss De Veenfabriek in Leiden, Johan Simons wurde gebeten, dem Publiekstheater in Belgien ein neues künstlerisches Image zu verschaffen.
2005 bis 2010 leitete Simons das flämische Publiekstheater in Gent, das er in NTGent (Nederlands Toneel Gent) umbenannte. Er inszenierte Romanbearbeitungen von Arnon Grunberg, Michel Houellebecq, Louis Paul Boon und J. M. Coetzee sowie Adaptionen von Klassikern wie die Orestie (Aischylos), Das Leben ein Traum (Calderón de la Barca) oder Kasimir und Karoline (Ödön von Horváth), das er 2009 auch auf dem Festival d’Avignon zeigte. Die Künstlerische Leitung des NTGent übernahm er ein zweites Mal 2015 bis 2017 und inszenierte dort u. a. Der Kirschgarten von Anton Tschechow, eine Bearbeitung des Romans Unterwerfung von Michel Houellebecq sowie Koproduktionen mit der Ruhrtriennale.
Im Jahr 2017 fusionierten die bislang eigenständigen Theaterinstitutionen Rotterdamse Schouwburg, Ro Theater und Productiehuis Rotterdam zum Theater Rotterdam. Seitdem ist Simons dort für die Koordination der europäischen Zusammenarbeit zuständig.

## Deutschland, Österreich und Schweiz
Seit Anfang der 2000er Jahre wurde Johan Simons regelmäßig als Gastregisseur von deutschsprachigen Theatern eingeladen. Im Jahr 2000 gastierte seine Inszenierung von Der Fall der Götter nach Luchino Visconti in einer deutschen Fassung beim Festival Theaterformen in Braunschweig. Erste Neuinszenierungen im deutschsprachigen Raum waren der Monolog Tragbar, der nach Motiven von Houellebecqs Roman Ausweitung der Kampfzone entstand (Schauspielhaus Zürich, 2001) sowie Hannibal von Christian Dietrich Grabbe (Staatstheater Stuttgart, 2002).
Im Sommer 2002 war Johan Simons auf Einladung des Gründungsintendanten Gerard Mortier bei der ersten Spielzeit der Ruhrtriennale zu Gast und zeigte Die Backchen von Euripides und Der Fall der Götter. Im Jahr darauf inszenierte er in der Bochumer Jahrhunderthalle Sentimenti nach dem Roman Milch und Kohle von Ralf Rothmann. Diese Inszenierung, mit Jeroen Willems in der Hauptrolle und Kompositionen von Giuseppe Verdi, gilt Johan Simons bis heute als eine seiner wichtigsten. In der Folge war er, auch unter Intendant Jürgen Flimm, mehrfach mit Neuinszenierungen bei der Ruhrtriennale vertreten: 2005 Fort Europa von Tom Lanoye (Koproduktion mit den Wiener Festwochen), 2006 Das Leben ein Traum von Pedro Calderón de la Barca, 2007 Merlin oder Das wüste Land von Tankred Dorst, 2008 Vergessene Straße nach Louis Paul Boon.
Mit seiner Münchner Inszenierung von Heiner Müllers Anatomie Titus Fall of Rome wurde Johan Simons 2004 erstmals zum Berliner Theatertreffen eingeladen. Elementarteilchen nach Houellebecq am Schauspielhaus Zürich wurde als beste deutschsprachige Aufführung 2004 mit dem Nestroy-Theaterpreis ausgezeichnet und 2005 ebenfalls zum Berliner Theatertreffen eingeladen.
Mit der Spielzeit 2010/2011 wurde Simons als Nachfolger von Frank Baumbauer Intendant der Münchner Kammerspiele. Er baute das traditionsreiche Haus sukzessive zu einem europäischen Theater aus, in dem vermehrt internationale Regisseure arbeiteten und in dessen Ensemble auch niederländische, belgische oder estnische Schauspieler vertreten waren. Experimentelle Performances und Tanzproduktionen prägten den Spielplan ebenso wie großes Schauspielertheater mit modernen und klassischen Stoffen. Mit internationalen Koproduktionen von Choreografen wie Meg Stuart oder Alain Platel spielten die Kammerspiele weltweit. Während Simons‘ fünfjähriger Intendanz wurde das Theater sieben Mal zum Berliner Theatertreffen eingeladen; darunter zweimal mit Simons‘ eigenen Inszenierungen: 2012 mit Gesäubert / Gier / 4.48 Psychose von Sarah Kane und 2013 mit Die Straße. Die Stadt. Der Überfall von Elfriede Jelinek, ein Auftragswerk zum 100. Gründungsjahr der Kammerspiele, das den Mythos der Münchener Maximilianstraße behandelt. Die Zeitschrift Theater heute wählte die Münchner Kammerspiele 2013 zum Theater des Jahres. Mehrfach brachte Simons in München Stücke der Literaturnobelpreisträgerin Elfriede Jelinek zur Uraufführung, mit der ihn eine langjährige Arbeitsbeziehung verbindet, darunter 2014 Das schweigende Mädchen, das die Morde des NSU und den Prozess gegen Beate Zschäpe thematisiert. Für viel positives Aufsehen bei Kritik und Publikum sorgte 2011 die mehrsprachige Produktion Three Kingdoms von Simon Stephens (Regie: Sebastian Nübling), die in Zusammenarbeit mit dem Theatre N099 Tallinn und dem Lyric Hammersmith Theatre London entstand. Bereits im Vorfeld kontrovers diskutiert wurde hingegen Simons‘ Inszenierung des Stücks Die Neger von Jean Genet, das 2014 bei den Wiener Festwochen in Koproduktion mit dem Deutschen Schauspielhaus Hamburg herauskam, wobei die eigentliche Inszenierung dann skandalfrei ablief.
Im Mai 2014 erhielt Simons den Berliner Theaterpreis für seine herausragenden Verdienste um das europäische Theater; in der Jurybegründung hieß es: „Wenn ein Regisseur für ein Theater steht, das über Grenzen – Sprachgrenzen, Landesgrenzen, Genregrenzen – springt, dann Johan Simons.“ Im November erhielt Simons den Deutschen Theaterpreis „Der Faust“ für die beste Schauspielinszenierung (Dantons Tod, Münchner Kammerspiele). Im Dezember 2014 wurde er mit dem Prinz Bernhard Kulturfonds Preis ausgezeichnet, der höchsten künstlerischen Ehrung der Niederlande.
Simons beendete seine Intendanz der Münchner Kammerspiele im Sommer 2015. Er begründete den Entschluss unter anderem mit Heimweh nach seiner niederländischen Heimat.
Stattdessen übernahm Simons die Künstlerische Leitung der Ruhrtriennale von 2015 bis 2017. Er stellte seine Intendanz unter das Leitmotiv „Seid umschlungen“, ein Zitat aus Friedrich Schillers Ode An die Freude. Das Leitmotiv sollte eine „Geste der künstlerischen, gesellschaftlichen und geografischen Umarmung“ ausdrücken und auch Menschen jenseits der Kultur-Eliten miteinbeziehen. Simons eröffnete die Intendanz mit einer Musiktheater-Inszenierung von Accattone nach Pier Paolo Pasolini in der Kohlenmischhalle der Zeche Lohberg in Dinslaken. Im Vorfeld war es zu Debatten mit der Lokalpolitik gekommen über die Nachhaltigkeit der kulturellen Nutzung. Auch im Jahr 2016 erschloss Simons einen neuen Spielort für die Ruhrtriennale und inszenierte das Musiktheaterstück Die Fremden nach dem Roman Der Fall Meursault – eine Gegendarstellung von Kamel Daoud in der Kohlenmischhalle der Zeche Auguste Victoria in Marl. Für seine dritte und letzte Spielzeit 2017 hat Simons eine Adaption des Romans Cosmopolis von Don DeLillo angekündigt.
Seit der Spielzeit 2018/2019 ist Johan Simons Intendant des Schauspielhaus Bochum. Seine Inszenierung von Georg Büchners Woyzeck (Koproduktion Schauspielhaus Bochum und Burgtheater Wien) wurde 2019 für die Beste Regie mit dem Nestroy ausgezeichnet. 2020 erfolgte Simons' siebte Einladung zum Berliner Theatertreffen mit seiner Bochumer Hamlet-Inszenierung.
Seit 2010 ist Simons Mitglied der Akademie der Künste Berlin.

## Oper
Im Jahr 2006 gab Johan Simons sein Debüt als Opernregisseur mit Simon Boccanegra von Giuseppe Verdi an der Opéra Bastille in Paris. Seitdem hat Simons immer wieder auch Opern inszeniert, u. a. Die Entführung aus dem Serail an der Oper von Amsterdam 2008 und als Neueinstudierung 2017, Herzog Blaubarts Burg bei den Salzburger Festspielen 2008 und Fidelio an der Opéra Bastille 2008, gefolgt von Boris Godunow 2012 am Teatro Real in Madrid. Als Intendant der Ruhrtriennale inszenierte er in der Jahrhunderthalle Bochum 2015 Das Rheingold unter der Musikalischen Leitung von Teodor Currentzis und mit elektronischer Musik von Mika Vainio, „Prometeo“ von Luigi Nono sowie 2016 die Barock-Oper Alceste von Christoph Willibald Gluck unter der Musikalischen Leitung von René Jacobs.

## Künstlerische Einordnung
Aus der Jurybegründung des Berliner Theaterpreis 2014 über Johan Simons: „Seine Kunst ist körperlich und immer auch ein Akt oft abstrakter Übersetzung – eines Stoffs oder Problems aus ursprünglich einer anderen Zeit oder Kultur in die unsrige. Dafür überwindet Johan Simons die Grenzen der Sprachen, der Genres, der Nationen. Er hat mit seiner legendären Theatertruppe Hollandia konsequent auf dem Dorf gespielt, vor den Toren der Großstadt Amsterdam, um den Kunstbegriff seiner Zeit zu sprengen und so den Geist der Städte zu verändern, ohne ihm zu erliegen. Er geht noch immer tanzend über die Grenzen dessen hinaus, was wir in Deutschland Stadttheater nennen. Er verwandelte die wohlkalkulierten Kammerspiele in München wieder in ein echtes Künstlertheater mit einem Ensemble, das in vielen Zungen spricht und scheinbar mühelos das Unvereinbare zusammenbringt: Repertoiretheater und Projektgruppenarbeit, provozierenden Diskurs und lokale Verwurzelung. In München schuf Johan Simons wohl das aufgeschlossenste Beispiel eines deutschen Ensembletheaters, ein hybrides Produktionsmodell der Zukunft. Und zugleich einen Ort der unbedingten und primären Liebe zu den Darstellern, dem ästhetischen Eigensinn, zu erratischen Persönlichkeiten.“

## Auszeichnungen
- 1996 Albert van Dalsumprijs für Fenicische vrouwen, Theatergroep Hollandia (Amsterdamse Fonds voor de Kunst)[16]
- 1997 Grote Festivalprijs für Twee Stemmen (Zwei Stimmen), Theatergroep Hollandia (Het Theaterfestival)[17]
- 2000 Europäischer Preis für Innovation im Theater
- 2000 Träger des Ordens Oranien-Nassau
- 2002 Prosceniumsprijs, ZT Hollandia (Vereniging van Schouwburg- en Concertgebouwdirecties VSCD)
- 2004 Regisseur des Jahres (Theater heute)
- 2004 Prijs van de Kritiek (Kring van Nederlandse Theatercritici)
- 2004 Nestroy für Elementarteilchen, Schauspielhaus Zürich (Wiener Bühnenverein)
- 2007 Van Praagprijs (Humanistisch Verbond)[18]
- 2009 Ehrendoktorwürde Universität Gent
- 2013 Theater des Jahres, Münchner Kammerspiele (Theater heute)
- 2014 Preis des Internationalen Theaterinstituts (ITI Deutschland)
- 2014 Theaterpreis Berlin (Stiftung Preußische Seehandlung)
- 2014 Deutscher Theaterpreis Der Faust (Kategorie Beste Regie im Schauspiel) für Dantons Tod, Münchner Kammerspiele
- 2014 AZ-Ehrenstern des Jahres (Münchner Abendzeitung)
- 2014 Prinz Bernhard Kulturfonds Preis der Niederlande[19]
- 2017 Otto von der Gablentz-Preis (Stiftung Von der Gablentz-Preis)[20]
- 2019: Nestroy-Theaterpreises in der Kategorie Beste Regie für Woyzeck (Koproduktion Burgtheater, Schauspielhaus Bochum, Akademietheater)[21]

## Einladungen zum Berliner Theatertreffen
- 2004 Anatomie Titus Fall of Rome, Münchner Kammerspiele
- 2005 Elementarteilchen, Schauspielhaus Zürich
- 2010 Kasimir und Karoline, Schauspiel Köln
- 2012 Gesäubert / Gier / 4.48 Psychose, Münchner Kammerspiele
- 2013 Die Straße. Die Stadt. Der Überfall, Münchner Kammerspiele
- 2017 Der Schimmelreiter, Thalia Theater Hamburg
- 2020 Hamlet, Schauspielhaus Bochum